# عبد العزيز بن ضياء
عبد العزيز بن ضياء (19 ديسمبر 1936 - 23 فيفري 2015)، سياسي وجامعي تونسي يعد من أقرب المستشارين للرئيس السابق زين العابدين بن علي.

## تعليمه
درس بن ضياء في المدرسة الصادقية، وأتم تعليمه العالي بحصوله على الدكتوراة في الحقوق بكلية الحقوق والعلوم الإنسانية بتولوز ثم على التبريز في القانون الخاص. تولى عام 1977 عمادة كلية الحقوق بتونس،

## نشاطه السياسية
في 28 سبتمبر 1978 عينه الرئيس الحبيب بورقيبة وزيرا للتعليم العالي والبحث العلمي في حكومة الهادي نويرة في إطار انفتاح السلطة على عناصر غير حزبية. بقي في المنصب في حكومة محمد مزالي، وفي 5 ماي 1986 عهدت إليه أيضا حقيبة التربية القومية. كلف في 30 جويلية 1986 بوزارة الشؤون الاجتماعية ثم في 14 أفريل 1987 بإدارة الحزب الاشتراكي الدستوري في وقت تزايدت فيه المظاهرات التي قامت بها حركة الاتجاه الإسلامي. في 29 سبتمبر 1987 عين وزيرا للشؤون الثقافية خلفا لزكريا بن مصطفى، إلا أنه لم يبق في المنصب إلا 3 أيام ليترك مكانه لبن مصطفى من جديد. عينه الرئيس بن علي بعد حركة 7 نوفمبر 1987 رئيسا للمجلس الدستوري المكون حديثا وقد لعب دورا هاما في هندسة التحوير الدستوري لجويلية 1988 الذي حدد صلوحيات رئاسة الجمهورية. تولى بين عامي 1991 و1996 وزارة الدفاع الوطني ثم الأمانة العامة للتجمع الدستوري الديمقراطي (1996-1999)، ثم عين في 17 نوفمبر 1999 في منصب وزير الدولة المستشار الخاص وأضيف إليه منصب الناطق الرسمي باسم رئاسة الجمهورية في 8 نوفمبر 2003 خلفا لعبد الوهاب عبد الله. حزبيا انتمي بن ضياء إلى اللجنة المركزية للتجمع الدستوري الديمقراطي عام 1988 ودخل الديوان السياسي منذ 1991. متزوج من فرنسية وله منها ولدان.